# En kontrakt med Gud
En kontrakt med Gud (originaltitel: A Contract with God) er en tegnet roman (såkaldt 'graphic novel') skrevet og tegnet af den amerikanske forfatter og tegner Will Eisner og udgivet i 1978. Bogen indeholder fire historier om fattige jødiske beboere i et boligkvarter i New York. De fire historier kan læses hver for sig, men hænger løst sammen. 
Historierne er (originaltitlerne): 
1. "A Contract with God"
2. "The Street Singer"
3. "The Super" og
4. "Cookalein".

Udgivelsen modtog positive anmeldelser ved udgivelsen og anses som et værk, der definerer genren 'graphic novels'.
Bogen blev udgivet på dansk i 1979 på forlaget Carlsen. Bogen blev genudgivet i 1988 af Bogfabrikken under titlen Et hus i Bronx. 

## Handling
En kontrakt med Gud er et socialrealistisk melodrama, der foregår i 1930'ernes New York blandt fattige jødiske immigranter i en ejendom i Bronx. Eisner var vokset op i Bronx' lejekaserner i 20'erne og 30'erne og Eisner trækker i bogen på sine minder fra sin opvækst. 
De skildrede personer er sølle eksistenser, der kæmper med at få dagligdagen til at hænge sammen og de frustrationer, der opstår i den forbindelse. 

### A Contract with God
I den første historie skildres den unge religiøse russiske jøde Frimme Hersch, der på en stentavle indgraverer en kontrakt med Gud. I henhold til kontraken lover den unge jøde at leve et fromt liv efter Guds forskrifter. Han flytter til New York, hvor han lever et simpelt, men harmonisk, liv.  På trods af sit liv i en lejekaserne føler Frimme Hersch sig som en heldig mand og tilskriver sin (relative) succes til den indgåede kontrakt med Gud. Han tager en forældreløs pige til sig, der er blevet efterladt på dørtrinet. Han opdrager hende som sin datter og knytter sig stærkt til hende.  
Den adopterede datter dør imidlertid, og Frimme Hersch anklager Gud for at have brudt kontrakten. Rasende på Gud giver Hersch sig i lag med at snyde og bedrage som forretningsmand og køber bl.a. den lejekaserne, som han bor i. Hersch finder sig dog ikke til rette og skriver sammen med rabbinere en ny kontrakt med Gud. Før han når at underskrive den nye kontrakt, dør Hersch. En ung jøde finder kontrakten, og underskriver den.

### The Street Singer
"The Street Singer" handler om en aldrende kvindelig operasanger, Marta, der prøver at forføre en ung mand, Eddie, der ernærer sig som gårdsanger i kvarteret. Hun håber at kunne gøre comeback i branchen som mentor for Eddie og giver ham penge til at købe tøj. Eddie køber dog whisky i stedet og vender tilbage til sin gravide hustru, som han misbruger. Eddie planlægger at udnytte Marta og vender tilbage for at møde hende igen, men han kan ikke finde Marta i de endeløse rækker af lejekaserner i Bronx. 

### The Super
Den anti-semitiske vicevært Mr Scuggs er hadet af beboerne i ejendommen. En ung pige i ejendommen, Rosie, lægger en plan, og tilbyder Mr Scuggs et kik i bukserne for 5 cent. I Mr Scuggs' lejlighed forgiver Rosie Mr Scugg's hund og eneste ven og stjæler Mr Scuggs' penge. Scuggs løber efter Rosie og får fat i hende i en gyde, men de andre lejere ser det og ringer til politiet i den tro, at Scuggs vil voldtage den mindreårige Rosie. Før politiet kan arrestere Mr Scuggs, skyder han sig selv, mens han holder den døde hund i sine arme. 

### Cookalein
I historien "Cookalein" tager en række lejere fra lejekasernen på ferie på landet i Catskill Mountains, hvor de indlogerer sig på et "cookalein" (yiddish for "lave mad alene"; en slags motel-lejlighed). Nogle af personerne i historien er blevet sendt af sted af ægtefællen, for at han kan have tid med elskerinden tilbage i Bronx. Den femtenårige søn bliver forført af en ældre kvinde, hvis mand finder ud af det, og herefter banker og voldtager hende foran drengen. To andre beboere i ejendommen i Bronx, Benny og Goldie, er hver især taget af sted for at finde en rig person, som de kan gifte sig med for at slippe væk fra de trøstesløse forhold i Bronx; de to tror fejlagtigt at den anden er rig, og bliver skuffede og frustrerede, da de finder ud af, at det forholder sig således. 
Lejerne returnerer til lejekasernen i Bronx efter ferien, alle et minde rigere.

## Filmatisering
Filmrettighederne til En kontrakt med Gud er solgt til filmproducenten Darren Dean, og en film baseret på bogen er pr. den 19. december 2013 under produktion. Filmen er planlagt instrueret af fire forskellige instruktører (én for hver af de fire historier i bogen).

## Eksterne links
- Hjemmeside for bogen Arkiveret 4. november 2013 hos  Wayback Machine (engelsk)

| Bog | Spire Denne artikel om bøger og tidsskrifter er en spire som bør udbygges. Du er velkommen til at hjælpe Wikipedia ved at udvide den. |